# Distrito electoral 11 (Illinois)
Precinct 11 es una subdivisión territorial inactiva del condado de Monroe, Illinois. Según el censo de 2020, tiene una población de 822 habitantes.
De los 102 condados del estado de Illinois, 17 (entre ellos, el condado de Monroe) están subdivididos en "precintos". Los restantes condados están subdivididos en townships. A pesar de esta distinción, a veces también se hace referencia a los precintos como civil townships. 
A diferencia de los precintos electorales, estos precintos no están necesariamente restringidos a un solo distrito electoral. En cambio, sirven como subdivisiones del condado. No deben ser confundidos, por lo tanto, con distritos electorales.

## Geografía
Según la Oficina del Censo de los Estados Unidos, tiene una superficie total de 30.85 km², de la cual 30.49 km² corresponden a tierra firme y 0.36 km² son agua.

## Demografía
Según el censo de 2020, hay 822 personas residiendo en la zona. La densidad de población es de 26.96 hab./km². El 93.2% de los habitantes son blancos, el 0.6% son afroamericanos, el 0.7% son amerindios, el 0.5% son asiáticos, el 0.1% es de otra raza y el 4.9% son de una mezcla de razas. Del total de la población, el 0.7% son hispanos o latinos de cualquier raza.